# Sportjahr 1874
Liste der Sportjahre

◄◄ | ◄ | 1870 | 1871 | 1872 | 1873 | Sportjahr 1874 | 1875 | 1876 | 1877 | 1878 | ► | ►►

Weitere Ereignisse

## Ereignisse

### Alpinismus
- 2. April: Der Club Alpin Français wird gegründet.
- 26. Juli: Einer britischen Seilschaft unter Führung des Wallisers Peter Knubel gelingt die Erstbesteigung des Westgipfels des Elbrus, des höchsten Bergs im Kaukasus.
- 26. Juli: Moritz von Déchy, Victor Hecht, sowie den Bergführern Johann Pinggera und Josef Spechtenhauser gelingt die Erstbesteigung der Petersenspitze.

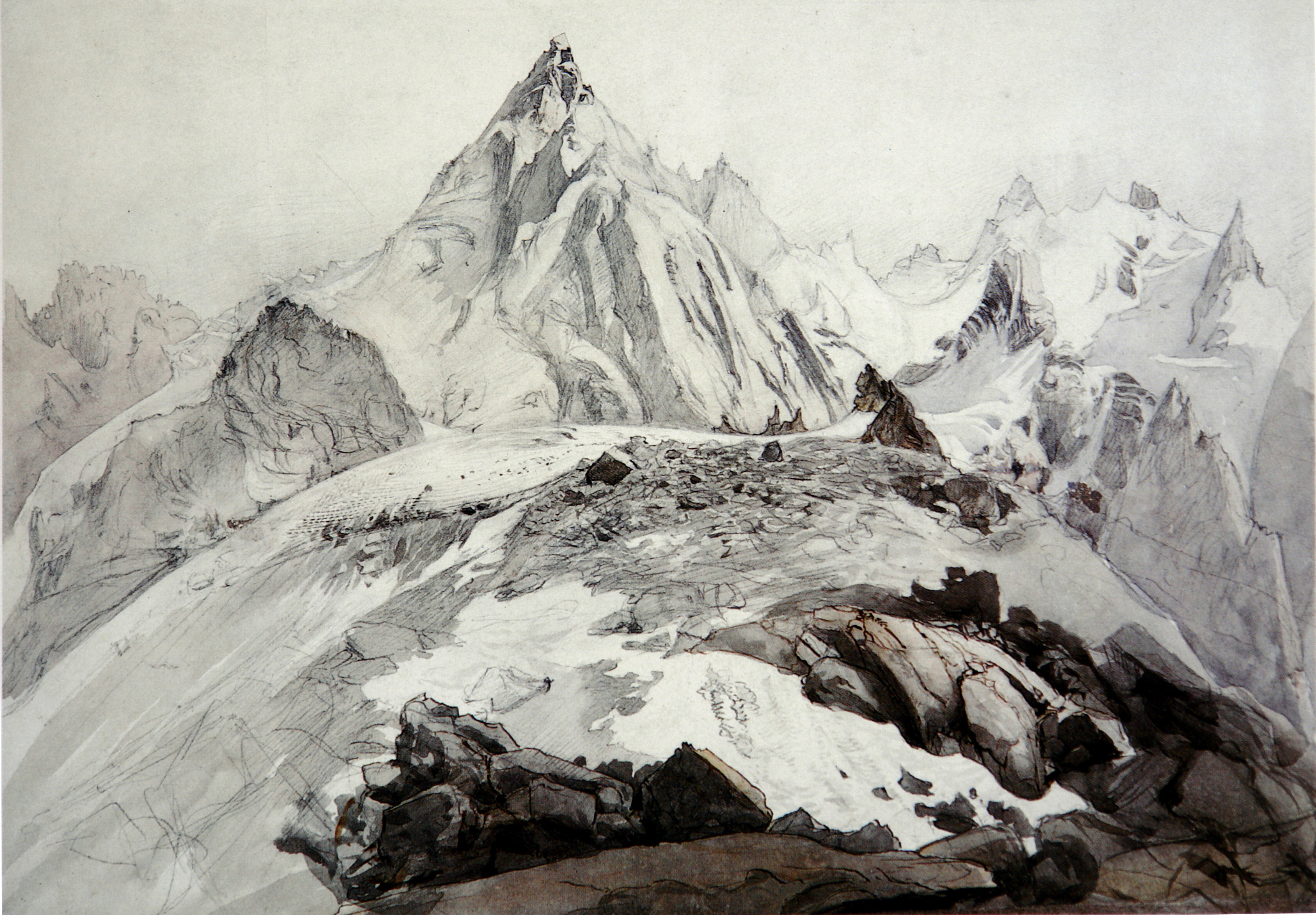
Aiguille Blaitiere von Norden, John Ruskin, ca. 1856

- 6. August: E.R. Whitwell und C. und J. Lauener gelingt in der Mont-Blanc-Gruppe die Erstbesteigung des Aiguille de Blaitière.
- Theodor Petersen, M. Déchy, Victor Hecht mit den Führern Alois Ennemoser, Johann Pinggera und J. Spechtenhauser besteigen als erste die Innere Schwarze Schneid und den Mutkogel.

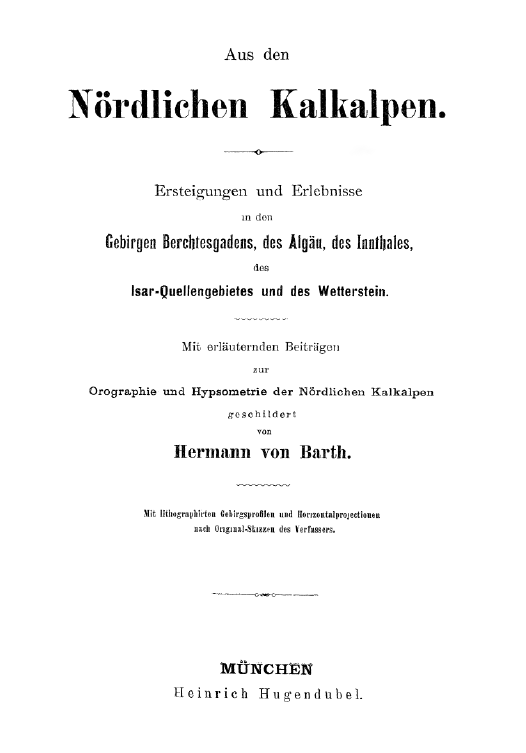
Titelblatt von Aus den Nördlichen Kalkalpen

- Der deutsche Bergsteiger Hermann von Barth veröffentlicht bei Hugendubel das Buch Aus den Nördlichen Kalkalpen, einen Klassiker der Alpinliteratur. Im Untertitel des Buchs bezeichnet der Autor seine Ersteigungen und Erlebnisse in den Gebirgen Berchtesgadener Alpen, dem Allgäu, und vor allem große Teilen des Karwendels mit vielen Erstbesteigungen nördlich des Inntals, des Isar-Quellengebietes und im Wetterstein.

### Fußball / Rugby / Football

#### Turniere und Spiele

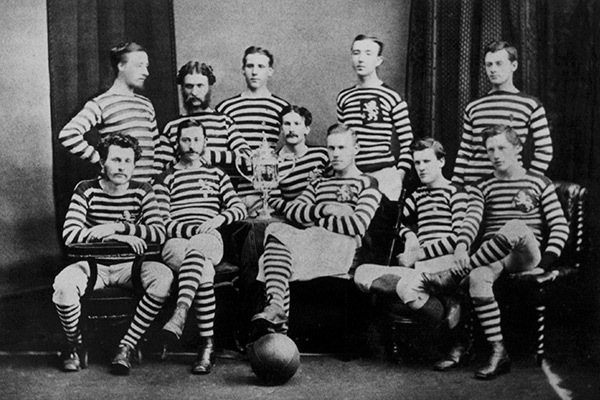
Queens Park 1874

- 21. März: Im Finale des ersten Scottish FA Cup gewinnt der FC Queen’s Park gegen den FC Clydesdale mit 2:0.
- März: Der Aston Villa Football Club wird als kirchlicher Fußballverein gegründet.
- 29. September: Das erste Fußballspiel in Deutschland wird von Schülern des Gymnasiums Martino-Katharineum in Braunschweig unter der Leitung von Konrad Koch und August Hermann auf dem Gelände des „Kleinen Exerzierplatzes“ ausgetragen. Mit diesem Spiel schlägt die Geburtsstunde des Fußballs in Deutschland. Doch die neue Sportart hat lange Zeit Probleme, sich gegen den etablierten Turnsport durchzusetzen.

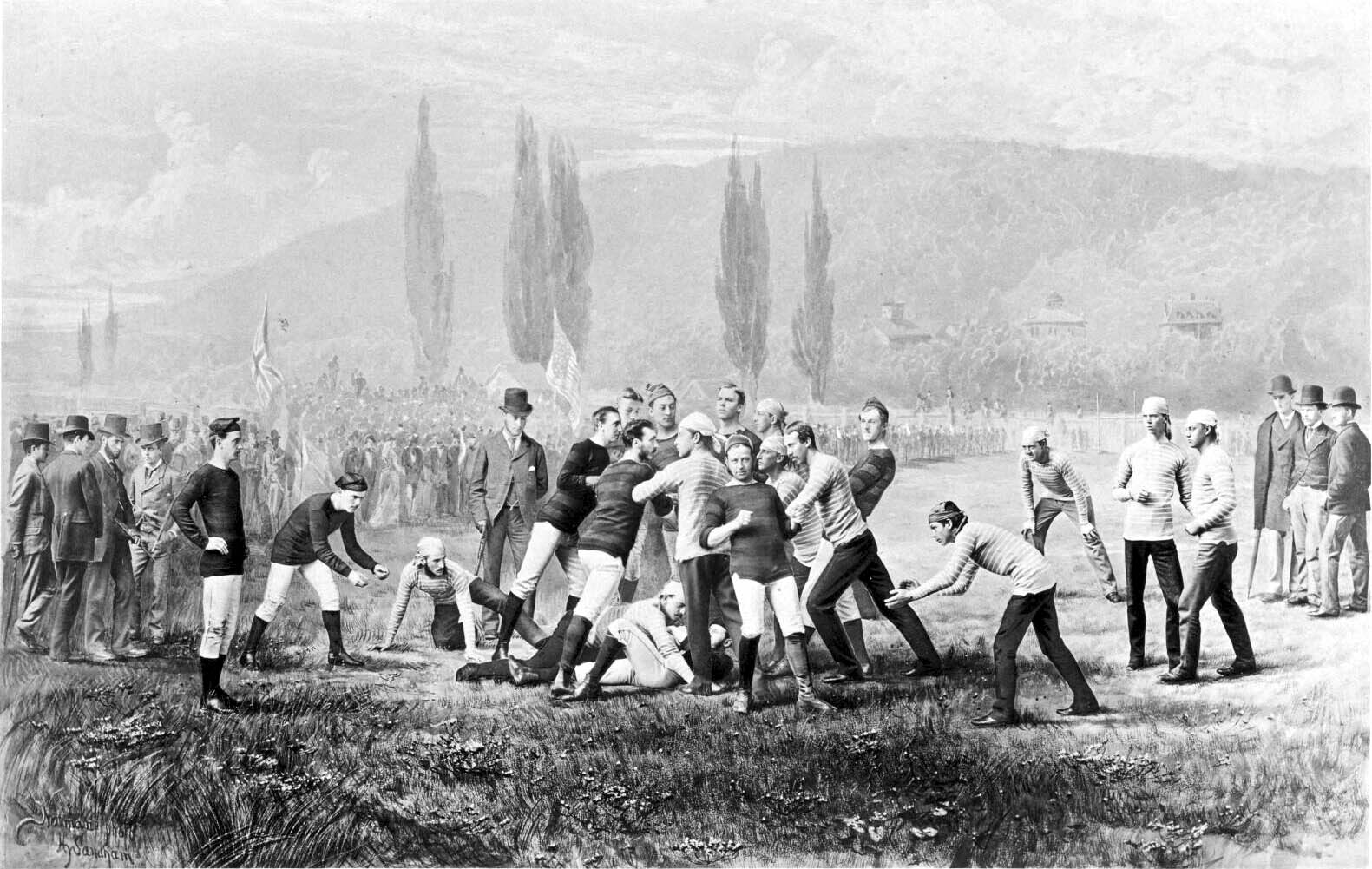
McGill Redmen gegen Harvard Crimson 1874

- Geschichte des American Football: Das Fußballteam der Harvard University und das Rugby-Team der kanadischen McGill-Universität aus Montreal treffen aufeinander. Aus den Spielen, die nach Kompromiss-Regeln durchgeführt werden, entwickelten sich die beiden Varianten Canadian Football und American Football.

#### Verbands- und Vereinsgründungen
- In Irland werden zwei Verbände für Rugby Union gegründet: Die Irish Football Union war zuständig für die Vereine in Leinster, Munster und in Teilen von Ulster, die Northern Football Union of Ireland in der Region um Belfast.
- Die Bolton Wanderers werden unter dem Namen Christ Church Football Club gegründet.
- Der schottische Fußballverein Hamilton Academical wird gegründet.
- Der bereits Mitte des Jahrhunderts gegründete englische Verein Macclesfield Town spielt erstmals nach Fußballregeln.
- Der englische Rugby-Union-Verein Coventry RFC und der walisische Rugby-Union-Verein Newport RFC werden gegründet. Der Swansea RFC wechselt vom Fußball zum Rugby.

### Weitere Ereignisse

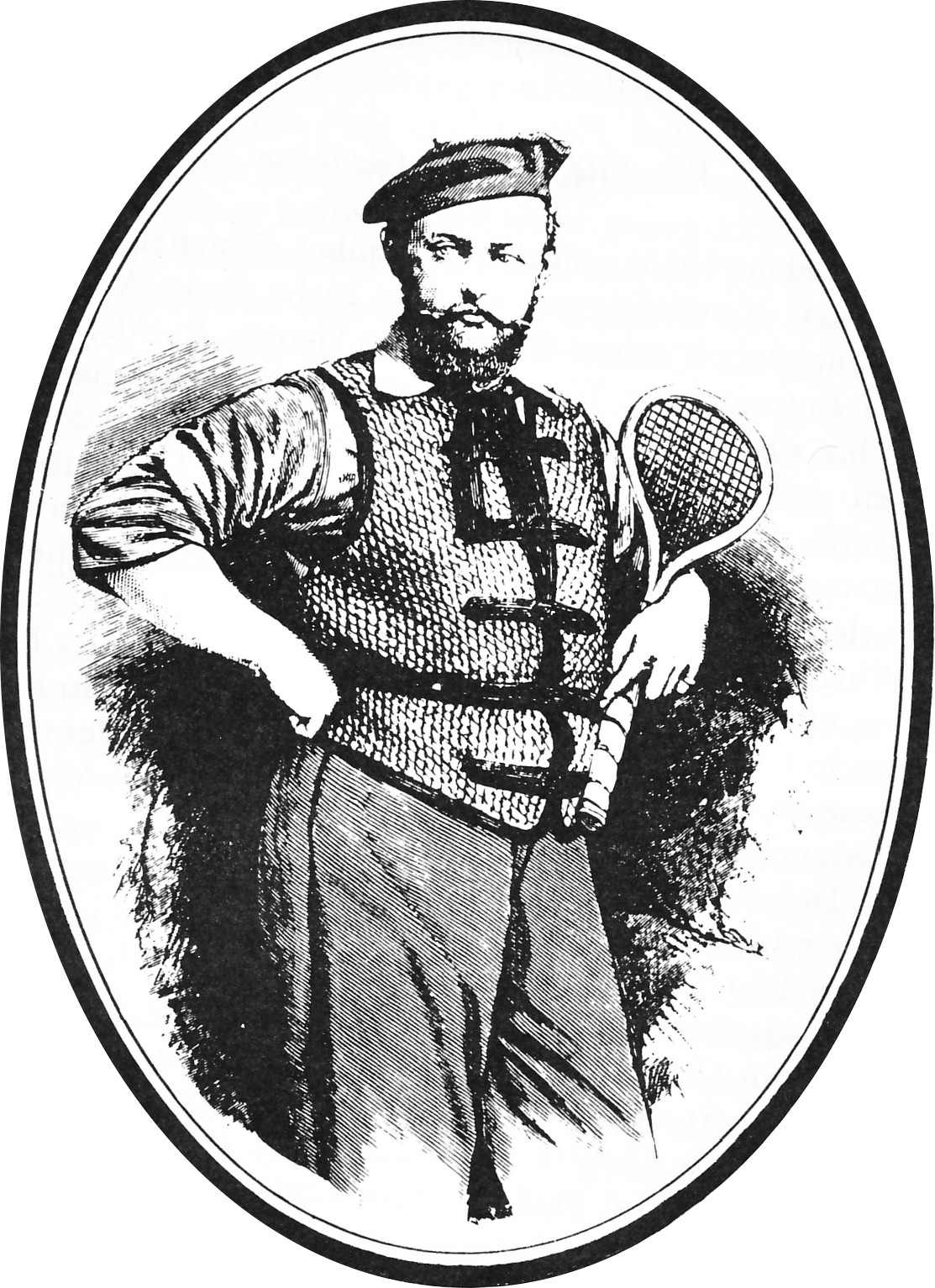
Walter Clopton Wingfield

- Februar: Walter Clopton Wingfield stellt in England ein aus dem Jeu de Paume weiterentwickeltes Spiel vor, das er Sphairistike oder Rasentennis nennt, und aus dem sich in der Folge die Sportarten Tennis und Tischtennis entwickeln.
- 28. März: In der Zeit von 22′35″ gewinnt Cambridge zum fünften Mal hintereinander das Boat Race gegen Oxford.
- 9. Juli: Der Passauer Ruderverein wird als erster Ruderverein in Bayern gegründet.

## Geboren

### Januar bis März
- 03. Januar: Francis Newton, US-amerikanischer Golfspieler († 1946)

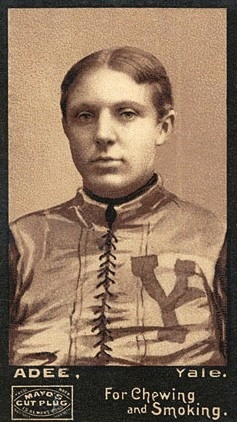
George Adee

- 04. Januar: George Adee, US-amerikanischer Footballspieler und Tennisfunktionär († 1948)
- 09. Januar: José de Amézola, spanischer Pelotaspieler († 1922)
- 12. Januar: James Juvenal, US-amerikanischer Ruderer († 1942)
- 19. Januar: Hitachiyama Taniemon, japanischer Sumōringer und 19. Yokozuna († 1922)
- 20. Januar: Steve Bloomer, englischer Fußballspieler († 1938)
- 20. Januar: Hjalmar Johansson, schwedischer Schwimmer und Wasserspringer († 1957)

- 03. Februar: Warren Sprout, US-amerikanischer Sportschütze († 1945)
- 12. Februar: Edward Marsh, US-amerikanischer Ruderer († 1932)
- 14. Februar: Dan Bain, kanadischer Eishockeyspieler († 1962)
- 14. Februar: Louis Handley, US-amerikanischer Schwimmer und Wasserballspieler († 1956)
- 18. Februar: Gaston Delalande, französischer Automobilrennfahrer († 1960)

- 02. März: Carl Schlechter, österreichischer Schachspieler († 1918)
- 03. März: William Holland, US-amerikanischer Sprinter († 1930)
- 04. März: Julius Braathe, norwegischer Sportschütze († 1914)
- 07. März: Frederick Goodfellow, britischer Leichtathlet und Tauzieher († 1960)
- 11. März: Charles Paumier du Verger, belgischer Sportschütze († unbekannt)
- 13. März: Ellery Clark, US-amerikanischer Leichtathlet († 1949)
- 15. März: Benjamin Jamieson, kanadischer Lacrossespieler († 1915)
- 21. März: Alfred Tysoe, britischer Leichtathlet und Olympiasieger († 1901)
- 23. März: Charles Cresson, US-amerikanischer Tennisspieler († 1949)
- 23. März: Grantley Goulding, britischer Leichtathlet und Teilnehmer der ersten Olympischen Sommerspiele († 1944)
- 25. März: Edwin Hunter, US-amerikanischer Tennisspieler († 1935)
- 30. März: Ronald MacDonald, kanadischer Marathonläufer († 1947)
- 30. März: Josiah McCracken, US-amerikanischer Leichtathlet († 1962)
- 31. März: David Griffiths, britischer Sportschütze († 1931)

### April bis Juni

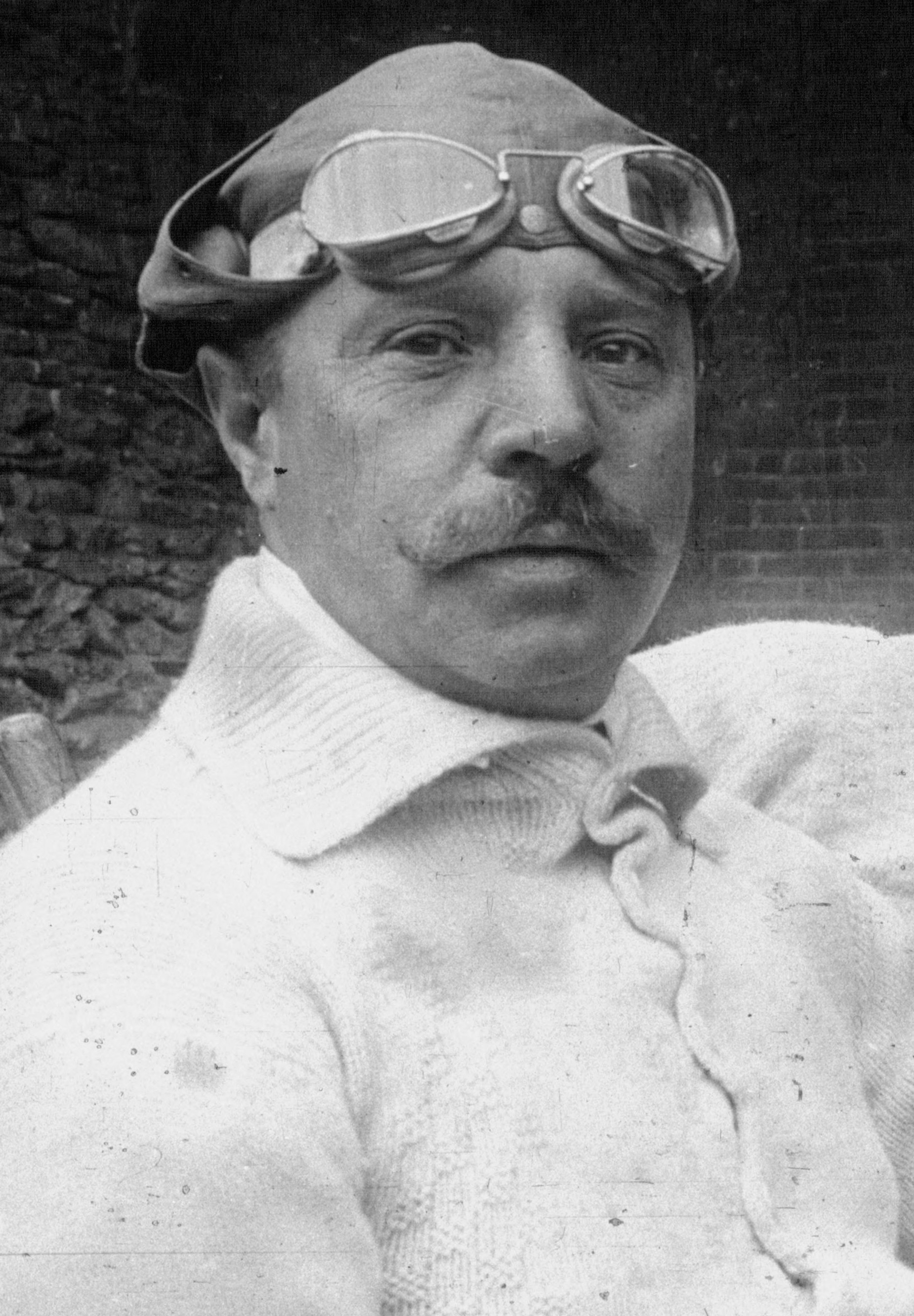
Otto Salzer (* 1874)

- 04. April: Otto Salzer, deutscher Mechaniker und Automobilrennfahrer († 1944)
- 06. April: Ottó Hellmich, ungarischer Turner († 1937)
- 08. April: Manuel Díaz, kubanischer Fechter († 1929)
- 08. April: John Joachim, US-amerikanischer Ruderer († 1942)
- 09. April: Albin Lermusiaux, französischer Leichtathlet und Sportschütze († 1940)
- 16. April: Alex Grant, kanadischer Mittel- und Langstreckenläufer († 1946)
- 23. April: Lucien Londot, belgischer Fußballspieler († unbekannt)
- 23. April: Wilhelm Werner, deutscher Automobilrennfahrer († 1947)
- 25. April: Ernest Webb, britischer Geher († 1937)

- 01. Mai: Paul van Asbroeck, belgischer Sportschütze († 1959)
- 16. Mai: Frances Rivett-Carnac, britische Seglerin († 1962)
- 17. Mai: George Sheldon, US-amerikanischer Wasserspringer († 1907)
- 21. Mai: Julius Nuninger, deutscher Kunstturner († unbekannt)
- 21. Mai: Thomas Swindlehurst, britischer Tauzieher († 1959)
- 26. Mai: Henri Farman, französischer Bahnradsportler, Luftfahrtpionier, Automobilrennfahrer und Unternehmer († 1958)

- 04. Juni: Waldemar Riemann, deutscher Schwimmer († 1952)
- 09. Juni: Launceston Elliot, schottischer Gewichtheber, Ringer und Leichtathlet († 1930)
- 09. Juni: Lewis Sheldon, US-amerikanischer Leichtathlet († 1960)
- 17. Juni: Harold Kitson, südafrikanischer Tennisspieler († 1951)

Michelangelo von Zois

- 18. Juni: Michelangelo von Zois, österreichischer Jurist, Beamter, Schriftsteller, Journalist, Hobby-Radsportler und Radsportfunktionär († 1945)
- 22. Juni: Viggo Jensen, dänischer Gewichtheber, Schütze und Leichtathlet († 1930)
- 23. Juni: Charles Winder, US-amerikanischer Sportschütze († 1921)

### Juli bis September
- 03. Juli: Jean Collas, französischer Rugbyspieler († 1928)
- 04. Juli: Félix Bermudes, portugiesischer Sportschütze († 1960)
- 09. Juli: Harry Corner, britischer Cricketspieler († 1938)
- 15. Juli: Gwyn Nicholls, walisischer Rugbyspieler († 1939)
- 23. Juli: Orin Upshaw, US-amerikanischer Tauzieher († 1937)
- 24. Juli: Hermann Wilker, deutscher Ruderer († 1941)
- 26. Juli: Abraham Koubi, französischer Turner († 1950)
- 29. Juli: Auguste Giroux, französischer Rugbyspieler († 1953)

- 01. August: Jimmy Tremeer, britischer Leichtathlet († 1951)
- 04. August: Patrick Philbin, britischer Tauzieher († 1929)
- 08. August: George A. Banker, US-amerikanischer Radrennfahrer, Weltmeister 1898 († 1917)
- 10. August: Georges Trombert, französischer Fechter († 1949)
- 12. August: Élie de Lastours, französischer Tennisspieler und Fechter († 1932)
- 12. August: Bedřich Schejbal, böhmischer Fechter († unbekannt)
- 18. August: Conrad Magnusson, US-amerikanischer Tauzieher († 1924)
- 22. August: Forest Montgomery, US-amerikanischer Tennisspieler († 1947)
- 23. August: Albert Kempster, britischer Sportschütze († 1952)
- 30. August: Lou Heim, US-amerikanischer Ruderer († 1954)

- 07. September: Orien Vernon, US-amerikanischer Tennisspieler († 1951)
- 08. September: Henri Verhavert, belgischer Turner († 1955)
- 18. September: Georges Lumpp, französischer Ruderer († 1934)
- 23. September: Francis Lane, US-amerikanischer Leichtathlet († 1927)
- 24. September: Kurt Doerry, deutscher Leichtathlet und Olympiateilnehmer († 1947)
- 28. September: James Woodget, britischer Tauzieher († 1960)

### Oktober bis Dezember
- 03. Oktober: Hubert Ramsey, britischer Lacrossespieler († 1968)
- 04. Oktober: Félix Picon, französischer Segler († 1922)
- 06. Oktober: Jim Clarke, britischer Tauzieher († 1929)
- 08. Oktober: Hugo Süchting, deutscher Schachspieler († 1916)
- 11. Oktober: William Styles, britischer Sportschütze († 1940)
- 20. Oktober: William Dickey, US-amerikanischer Wasserspringer († 1944)
- 21. Oktober: Guido Balzarini, italienischer Fechter († 1935)
- 21. Oktober: Richard Benz, deutscher Industrieller und Automobilrennfahrer († 1955)
- 22. Oktober: Alexandros Merkati, griechischer Golfspieler († 1947)
- 25. Oktober: Victor Sonnemans, belgischer Wasserballspieler († 1962)

- 13. November: John Blake, britischer Degenfechter († 1950)
- 14. November: Claës Rundberg, schwedischer Sportschütze († 1958)
- 19. November: Charles Chadwick, US-amerikanischer Leichtathlet († 1953)
- 21. November: Henry Deloge, französischer Leichtathlet († 1961)
- 22. November: Eugène Balme, französischer Sportschütze († 1914)
- 23. November: Charles Bollet, französischer Turner († 1951)
- 24. November: Charles William Miller, schottisch-brasilianischer Fußballspieler, gilt als Begründer des Fußballs in Brasilien († 1953)
- 25. November: Joe Gans, US-amerikanischer Boxer († 1910)
- 27. November: František Erben, tschechoslowakischer Kunstturner († 1942)
- 28. November: Franz Abbé, deutscher Kunstturner († 1936)
- 28. November: Bernard Redwood, britischer Motorbootfahrer († 1911)
- 30. November: Paul Masson, französischer Radsportler († 1944)
- 30. November: René Waleff, französischer Ruderer († 1961)

- 02. Dezember: Joseph Olivier, französischer Rugbyspieler († 1901)
- 06. Dezember: Lucien Démanet, französischer Turner († 1943)
- 18. Dezember: Hermann Braun, deutscher Automobilrennfahrer († unbekannt)
- 18. Dezember: André Guerrier, französischer Segler († unbekannt)
- 20. Dezember: Frederick Steep, kanadischer Fußballspieler († 1956)
- 29. Dezember: François Brandt, niederländischer Ruderer († 1949)

### Genaues Geburtsdatum unbekannt
- Ioannis Mitropoulos, griechischer Turner († unbekannt)
- Leonidas Pyrgos, griechischer Fechter († unbekannt)
- Georgios Skotadis, griechischer Sportschütze († unbekannt)
- Georges Teste, französischer Motorrad- und Automobilrennfahrer († unbekannt)
- Antonios Tsitas, griechischer Tauzieher und Ringer († unbekannt)

## Gestorben

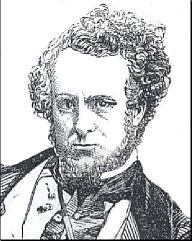
Howard Staunton um 1855

- 22. Juni: Howard Staunton, britischer Schachspieler (* 1810)